# زرده‌بر
زَرده‌بَر یا زَردبَر، پلنگ‌موش یا موش هفت‌رنگ (نام علمی: Vormela peregusna)، پستاندار کوچکی است از خانوادهٔ راسویان (Mustelidae)، زیرخانوادهٔ راسوئیان (Mustelinae). این جانور در زیستگاه‌های بیابانی، نیمه‌بیابانی، مناطق استپی، بوته‌زارها و خارستان‌ها زندگی می‌کند، از مناطق کوهستانی پرهیز می‌کنند و در مزارع کشاورزی هم دیده شده‌اند.
منطقه محل سکونت آن‌ها در جنوب شرق اروپا، غرب آسیا و آسیای میانه است و شامل کشورهای، بلغارستان، رومانی، یوگسلاوی، گرجستان، ارمنستان، ترکیه، لبنان، اردن، اسرائیل، فلسطین، صحرای سینای مصر، ایران، افغانستان، پاکستان، مغولستان، غرب و شمال چین، قزاقستان، ترکمنستان، ازبکستان، تاجیکستان و قرقیزستان می‌شود.
طعمه‌های این جانور جوندگان مختلف همچون سنجاب زمینی، همستر ارمنی، جربیل بزرگ، جرد لیبی، ولها، موش خانگی، به همراه انواع کوچکتر پرندگان، خرگوش صحرایی، مارمولک‌ها، ماهی‌ها، قورباغه، حلزون و حشرات (سوسک‌ها و جیرجیرک‌ها) و همین‌طور میوه‌ها و علف‌هاست. مواردی از گرفتن پرندگان اهلی کوچک مانند جوجه و کبوتر و سرقت گوشت‌های دودی و پنیر هم از آن‌ها مشاهده شده است. آنها معمولاً از سوراخ‌های جوندگان بزرگی چون جربیل بزرگ، جرد لیبی و سنجاب زمینی را که طعمه‌های اصلیشان هم هستند به عنوان لانه استفاده می‌کنند.
این جانور در سال ۱۹۹۶ در رده حفاظتی کمترین نگرانی قرار داشت اما به دلیل ۳۰ درصد کاهش جمعیت در ده سال اخیر اکنون در رده حفاظتی آسیب‌پذیر قرار گرفته است. نابودی زیستگاه‌ها از طریق کشاورزی و از بین رفتن طعمه‌ها با سموم جونده‌کش مهم‌ترین دلایل در خطر گرفتن نسل این جانور هستند.
این جانور ۲۹ تا ۳۵ سانتیمتر طول دارد و وزن آنها بین ۳۰۰ تا ۷۰۰ گرم است. آنها بیشتر در گرگ‌ومیش صبح و غروب فعالند تا هم به طعمه‌های روزگرد (مانند جربیل و سنجاب زمینی و پرندگان) و هم به طعمه‌های شب‌گرد (بیشتر جوندگان دیگر و حشرات) دسترسی داشته باشند.